# Jerzy Rapf (inżynier)
Jerzy Rapf, właściwie Jan Jerzy Rapf (ur. 25 lutego 1846 w Sanoku, zm. 1904 w Czerniowcach) – polski inżynier.

## Życiorys
Urodził się jako Jan Jerzy Rapf urodził się 25 lutego 1846. Był synem Jerzego (zm. 1874, lekarz) i Józefy (1909-1891, nauczycielka). Jego rodzice pochodzili z okolic Wiednia, w 1832 z polecenia cesarza Franciszka I zostali przesiedleni wspólnie z 10 innymi rodzinami niemieckim do Sanoka w celu germanizacji, która trwała do 1848. Rapfowie otrzymali dom przy sanockim rynku. Został ochrzczony w Sanoku 5 marca 1846, a rodzicami chrzestnymi byli Michał Fiałkiewicz (ówczesny burmistrz miasta) z żoną Julia.
Jego rodzeństwem byli: Natalia Franciszka Julia (ur. 1833), Karolina Georgia wzgl. Georgia (ur., zm. 1837), Henryka Marianna Anna (1838-1839), Karol Telesfor Gaspar (1840-1866, oficer armii austriackiej, poległ w bitwie pod Sadową), Józefa (ur. 1841, żona Kostiantyna Tomaszczuka), August Erazm (ur. 1842), Leontyna Anna Julia (ur. 1844, żona urzędnika skarbowego Konratowicza, matka c. k. nadporucznika Alfreda Konratowicza i Karoliny, żony Włodzimierza Bańkowskiego), Julia Anna Marianna (1845-1919, żona Joachima, działacza polskiej konspiracji niepodległościowej, burmistrza Jarosławia i matka Wołodymyra Starosolskiego, ukraińskiego działacza społecznego i politycznego oraz Jadwigi, która została żoną Witolda Litwiniszyna), Maria Alojza (1847-1852), Edmund Piotr (ur. 1849, zarządca pocztowy, zm. 1902, mąż sopranistki Wilhelminy Veith, ojciec Wilhelma, Stefana - porucznika inżyniera geodety, mierniczego przysięgłego 1885-1973 i Janiny - żony Józefa Tomasika), Franciszek Józef (1851-1855), Kornel Rajmund (1854-1857). Potomstwo Rapfów spędzało czas w majątku Wełdyczów w Bełchówce.
Ukończył szkołę realną z egzaminem dojrzałości. Od 1862 do 1867 studiował na Akademii Technicznej we Lwowie (późniejsza Politechnika Lwowska). Był słuchaczem politechniki w czeskiej Pradze. Wstąpił do służby państwowej Austro-Węgier w okresie zaboru austriackiego. Pracował przy budowie kolei galicyjskiej do 1873. Od 1873 do 1875 zatrudniony przy generalnym inspektorze kolei państwowej w Wiedniu. Po 1875 był inżynierem rządu krajowego, a później jako inżynier dyrektorem urzędu budownictwa miejskiego w Czerniowcach.
Publikował rozprawy techniczne. Pod koniec lat 90. XIX wieku był dyrektorem urzędu budownictwa w Czerniowcach. Otrzymał tytuł starszego radcy budownictwa. Był członkiem i działaczem Towarzystwa Polskiego Bratniej Pomocy oraz Czytelni Polskiego w Czerniowcach.
Zmarł na początku sierpnia 1904. Został pochowany na cmentarzu starym w Czerniowcach.
Jego żona pochodziła z rodziny Baranowskich, z którą miał synów z wykształcenia prawników: Tadeusza i Jana wzgl. Izydora (ur. 1885, dyplomata).